# Оразаев, Гасан Магомедрасулович
Гаса́н Магомедрасу́лович Ораза́ев (20 января 1947, Нижнее Казанище Буйнакский район, Дагестанская АССР — 6 мая 2023) — советский и российский учёный тюрколог, историк, публицист, автор многих научных открытий в дагестанской и российской тюркологии.

## Биография
По национальности кумык. Выпускник факультета иностранных языков Дагестанского государственного университета (1974). С сентября 1977 года трудился в системе Дагестанского научного центра РАН.
Старший научный сотрудник Центра востоковедения Института истории, археологии и этнографии ДНЦ РАН. В 1994—1995 годы, по приглашению Турецкого лингвистического общества работал в Турции.
Основное направление научных работ: историко-филологическое исследование старинных тюркских рукописей Дагестана; археография, кодикология, эпистолография, текстология, источниковедение, история и лексикография тюркских языков, публикация памятников письменности XVII-начала XX веков. Гасан Оразаев сыграл роль в изучении творчества исламского учёного-дагестанца Абусуфьяна Акаева. Итогом было издание (в 1993, 1997 и 2010 годы)  четырёхтомника Абусуфьяна Акаева под названием «Тропою пророка». Сюда вошли многие его научные статьи. Недавно Оразаев издал книгу под названием «Шариат и тарикат», сохранив трактаты Абусуфьяна, снабдив их ценными комментариями.
Скончался 6 мая 2023 года.

## Работы
Имеет более 150 научных публикаций, в их числе книги:
- «Дагестанские исторические сочинения» (в соавторстве; Махачкала, 1993);
- «История Кавказа и селения Карабудахкент» Джамалутдина-Хаджи Карабудахкентского: (Публикация текста и комментарии)". Махачкала. 2001);
- "Мухаммед Аваби Акташи ."Дербенд-наме" (в соавторстве; Махачкала. 1992);
- «Памятники тюркоязычной деловой переписки в Дагестане XVIII в.» (Махачкала. 2002),
- «Исторические сочинения Дагестана на тюркских языках: (тексты, комментарии)» (Махачкала. 2003).[1]
- Тюркоязычная деловая переписка на Северном Кавказе XVII–XIX вв.: (Исследование, тексты и комментарии). Махачкала: Издательство типографии ДНЦ РАН, 2007.– 324 с.
- «Дербенд-наме» на языках народов Дагестана / Автор проекта книги; транслитерации кумыкского текста, предисловия и комментариев к нему, перевода с азербайджаноязычной рукописи 1810 года русский язык и комментариев к нему – Г.М.-Р. Оразаев.  Махачкала: ИД МавраевЪ, 2012. – 408 с.
- Мухаммад Аваби Акташи. «Дербенд-наме»: тексты на языках народов мира и комментарии (на кумыкском, английском и русском языках) (Махачкала, 2018);
- Исторические сочинения Дагестана на тюркских языках (тексты, переводы и комментарии). Книга 2. (Махачкала, 2022)[4].
- «Ташав-хаджи из Эндирея – герой Кавказской войны». (Махачкала, 2023) ( в соавторстве).